# Азовка (срібна монета)
«Азо́вка» — срібна пам'ятна монета номіналом десять гривень, випущена Національним банком України. Присвячена ссавцю ряду китоподібних, представникові родини фоценових у фауні України, вузькоареальному реліктовому підвиду — азовці (Phocoena phocoena relicta). Місця поширення виду — Чорне та Азовське моря. Азовку включено до Червоної книги України та Європейського Червоного списку.
Монету введено в обіг 22 березня 2004 року. Вона належить до серії «Флора і фауна».

## Опис монети та характеристики
| Номінал грн. | Метал            | Маса, грам   | Діаметр, мм. | Якість виготовлення | Гурт     | Тираж, штук |
| ------------ | ---------------- | ------------ | ------------ | ------------------- | -------- | ----------- |
| 10           | срібло 925 проби | 31,1 / 33,62 | 38,61        | пруф                | рифлений | 8 000       |

### Аверс
На аверсі монет в обрамленні вінка, утвореного із зображень окремих видів флори і фауни, розміщено малий Державний Герб України та написи в чотири рядки: на монеті зі срібла — «УКРАЇНА», «10 ГРИВЕНЬ», «2004», а також позначення металу та його проби — Ag 925, маса в чистоті — 31,1, крім того — логотип Монетного двору Національного банку України.

### Реверс

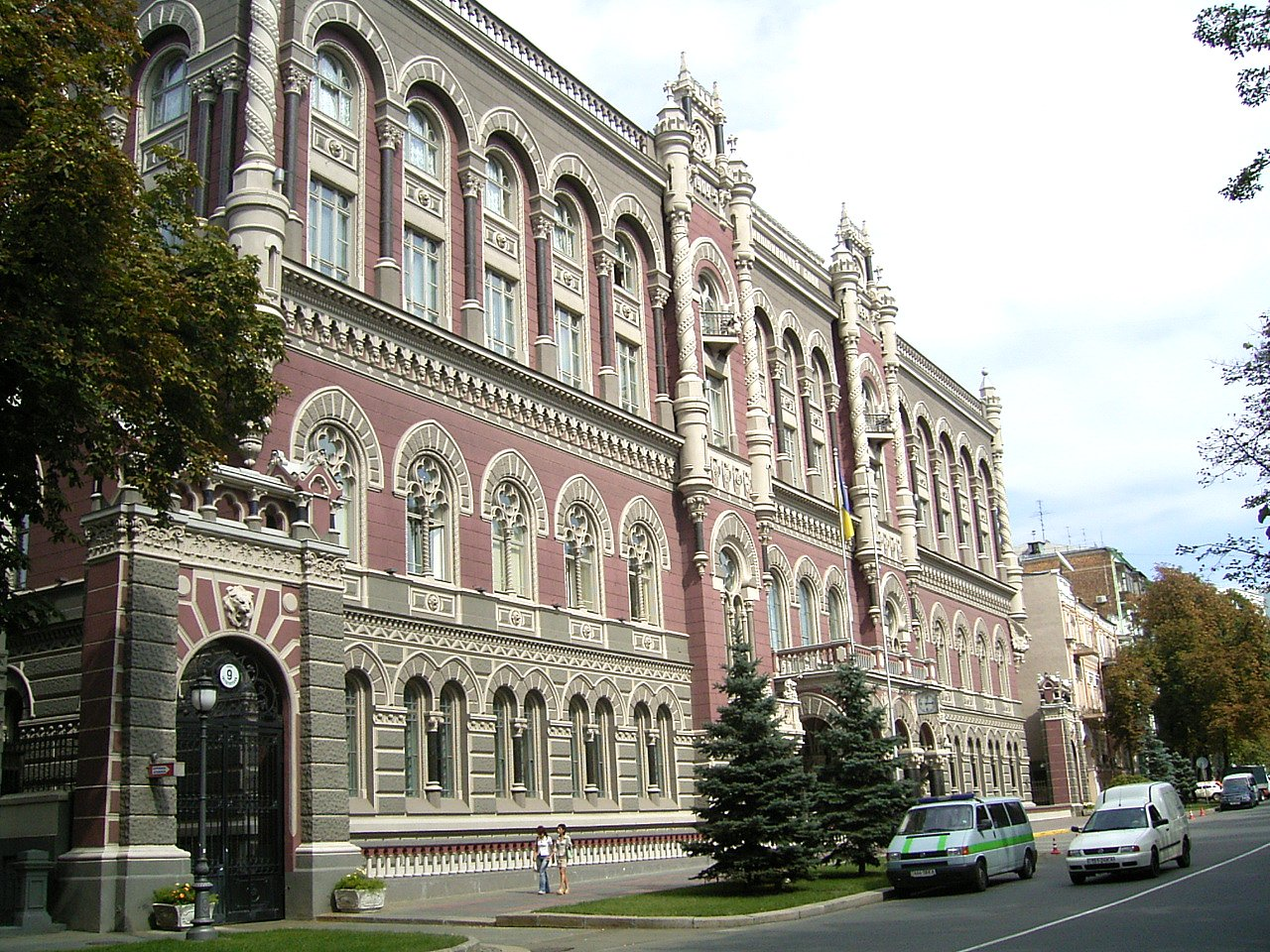
Будівля Національного банку України

На реверсі монет зображені дві азовки з бульками повітря, унизу — кущик водорості, та розміщено кругові написи: «АЗОВКА» (праворуч) та «PHOECENA PHOECENA RELICTA ABEL» (ліворуч).

## Автори
- Художник — Дем'яненко Володимир.
- Скульптор — Дем'яненко Володимир.

## Вартість монети
Ціна монети — 575 гривень була вказана на сайті НБУ в 2013 році.
Фактична приблизна вартість монети з роками змінювалася так:
| Рік        | 2010 | 2011 | 2012 | 2013 | 2014 | 2015  | 2016  | 2017  | 2018  | 2019  | 2020  | 2021  | 2022  | 2023  | 2024  | 2025  |
| ---------- | ---- | ---- | ---- | ---- | ---- | ----- | ----- | ----- | ----- | ----- | ----- | ----- | ----- | ----- | ----- | ----- |
| Ціна, грн. | 550  | 550  | 650  | 650  | 550  | 1 020 | 1 440 | 1 270 | 1 400 | 1 200 | 1 100 | 1 400 | 1 550 | 2 500 | 3 600 | 3 900 |